# Валлетта
Валле́тта (мальт. Il-Belt Valletta, англ. Valletta) — столиця Мальти, розташована на острові Мальта, на узбережжі Середземного моря.
Населення — 6300 осіб (2005, (9000 осіб (2002; 23 000 в 1951), міська агломерація 180 000.
Туристичний і торговельний центр. Суднобудування. Торговельний та поромний порти, міжнародний аеропорт. Військова база ВМФ Великої Британії. Давній осередок госпітальєрів (мальтійських лицарів) — збереглися їхні палаци.

## Населення, мови
У Валлетті проживає понад 9 тисяч жителів, які переважно є мальтійцями — нащадками фінікійців, що в давнину колонізували Мальту. Жителі міста розмовляють двома мовами — мальтійською та англійською. Мальтійська мова розвинулася з одного з діалектів арабської мови, що зазнав пізніх впливів італійської мови, особливо сицилійського діалекту. Переважна більшість громадян сповідують католицизм.

## Історія

### Давня історія
Береги острова Мальти утворюють звивисту лінію, порізану численними зручними бухтами. Ця географічна особливість пояснює чому, на місці сучасної Валлетти люди селилися ще з IX століття до нашої ери, коли острів колонізували фінікійці. Протягом століть Мальта переходила з рук в руки: в VII столітті до нашої ери вона належала грекам, з VI століття до нашої ери — Карфагену, з 218 року нашої ери — Риму, потім її захопили вандали, яких змінили візантійці, а 869 року — араби. Нормани приєднали в XI столітті Мальту до Сицилії. На початку XVI століття імператор Карл V подарував острів ордену госпітальєрів.

### Середньовіччя
Історія Валлетти починається з того моменту, коли нечисленні загони мальтійських лицарів під проводом Жана де Ла Валлетта відбили напад турецьких військ, які направив на завоювання архіпелагу Сулейман Прекрасний. Перемога дісталася жителям Мальти доволі дорого, привівши магістра до рішення створити добре укріплене місто, яке в майбутньому допоможе протистояти натиску ворогів.
Великий магістр особисто заклав перший камінь нового міста 28 березня 1566 року. Щедрі пожертви з усього християнського світу дозволили вести будівельні роботи дуже швидко. Будівництвом керував італійський архітектор Франческо Лапареллі, який розробив план Валлетти та отримав вперше за всю історію містобудування в Європі можливість робити все відповідно до норм і правил архітектури. Було споруджено спеціальні системи для відводу стічних вод і видалення сміття з міста, що дозволило вести роботи, не накопичуючи будівельних відходів. Планування вулиць було спроектовано таким чином, що морський бриз очищав повітря міста, створюючи ефект кондиціонування.
Одразу ж був створений спеціальний Департамент міського планування (існує досі), який жорстко регламентував все, що стосувалося забудови. Департаментом було наказано ставити будинки уздовж однієї лінії, прикрашати їх на кутах скульптурами, а у дворі влаштовувати криниці для збору дощової води, заборонялося розводити сади перед фасадами.
Одночасно зі спорудженням житла та громадських будівель створювалися інженерні оборонні будівлі навколо столиці. За п'ять років ці роботи було закінчено, зокрема було викопано широкий рів, який відділяв Валлетту від основної частини острова. Довжина рову становила 1000 метрів, глибина 18 метрів, а ширина — 20 метрів.
З 1570 року будівництво міста продовжив учень Лапареллі Джироламо Кассар. Під його керівництвом у Валлетті були побудовані палаци і церкви. У Валлетті розвивалася торгівля, ремесла та мистецтво. Розвиткові Валлетти сприяло те, що, позбувшись від загрози турецьких завойовників, мальтійські лицарі незабаром стали піклуватися про комфорт власного проживання та зайнялися будівництвом розкішних особняків та палаців.

### XVIII століття
1798 року лицарі, які втратили бойовий дух і дисципліну, не змогли, та й не захотіли дати відсіч військам Наполеона. Навпаки, багато хто з них влаштували імператору захоплений прийом, оскільки мали французьке коріння. Така поведінка лицарів допомогла Валлетті уникнути руйнувань та зберегти свій первісний вигляд.

### XIX століття
1800 року Валлетта разом з усім островом перейшла в руки англійців та залишалася під їх владою до 1974 року.

### XX століття
Під час Другої світової війни місто зазнало серйозних руйнувань через нальоти німецької авіації.
З 1974 року Валлетта стала офіційною столицею Республіки Мальта, що отримала незалежність.

## Клімат
Місто знаходиться у зоні середземноморського клімату. Найтепліший місяць — липень з середньою температурою 26.1 °C (79 °F). Найхолодніший місяць — лютий, з середньою температурою 12.2 °С (54 °F).
| Клімат Валлетти         | Клімат Валлетти | Клімат Валлетти | Клімат Валлетти | Клімат Валлетти | Клімат Валлетти | Клімат Валлетти | Клімат Валлетти | Клімат Валлетти | Клімат Валлетти | Клімат Валлетти | Клімат Валлетти | Клімат Валлетти | Клімат Валлетти |
| Показник                | Січ.            | Лют.            | Бер.            | Квіт.           | Трав.           | Черв.           | Лип.            | Серп.           | Вер.            | Жовт.           | Лист.           | Груд.           | Рік             |
| Абсолютний максимум, °C | 23              | 22              | 26              | 30              | 32              | 38              | 42              | 38              | 37              | 32              | 26              | 25              | 42              |
| Середній максимум, °C   | 15              | 15              | 16              | 18              | 22              | 26              | 30              | 30              | 27              | 23              | 19              | 16              | 21              |
| Середня температура, °C | 12              | 12              | 13              | 15              | 18              | 22              | 26              | 26              | 24              | 21              | 16              | 13              | 18              |
| Середній мінімум, °C    | 9               | 9               | 10              | 12              | 15              | 18              | 21              | 22              | 20              | 17              | 13              | 11              | 15              |
| Абсолютний мінімум, °C  | 2               | 1               | 2               | 3               | 9               | 13              | 17              | 17              | 13              | 7               | 6               | 1               | 1               |
| Норма опадів, мм        | 80              | 50              | 40              | 20              | 10              | 0               | 0               | 0               | 30              | 70              | 90              | 100             | 530             |
| ----------------------- | --------------- | --------------- | --------------- | --------------- | --------------- | --------------- | --------------- | --------------- | --------------- | --------------- | --------------- | --------------- | --------------- |
| Джерело: Weatherbase    |                 |                 |                 |                 |                 |                 |                 |                 |                 |                 |                 |                 |                 |

## Визначні місця

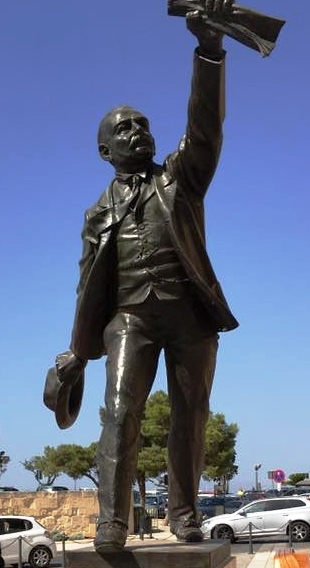
Пам'ятник Мануелю Дімеху

Центральна вулиця міста — вулиця Республіки, що отримала свою назву 1974 року (раніше вона називалася Страда Сан-Джорджіо, а за англійців Кігзвей або Страда Реалі, остання назва було згадано в романі Жуля Верна «Архіпелаг у вогні»), проходить через центр та ділить місто навпіл, закінчуючись біля Форту святого Елма, який був одним з головних захисних фортів Валлетти. Зараз у форті розташований військовий музей. Забудова вулиці Республіки є яскравим зразком південноєвропейського стилю.

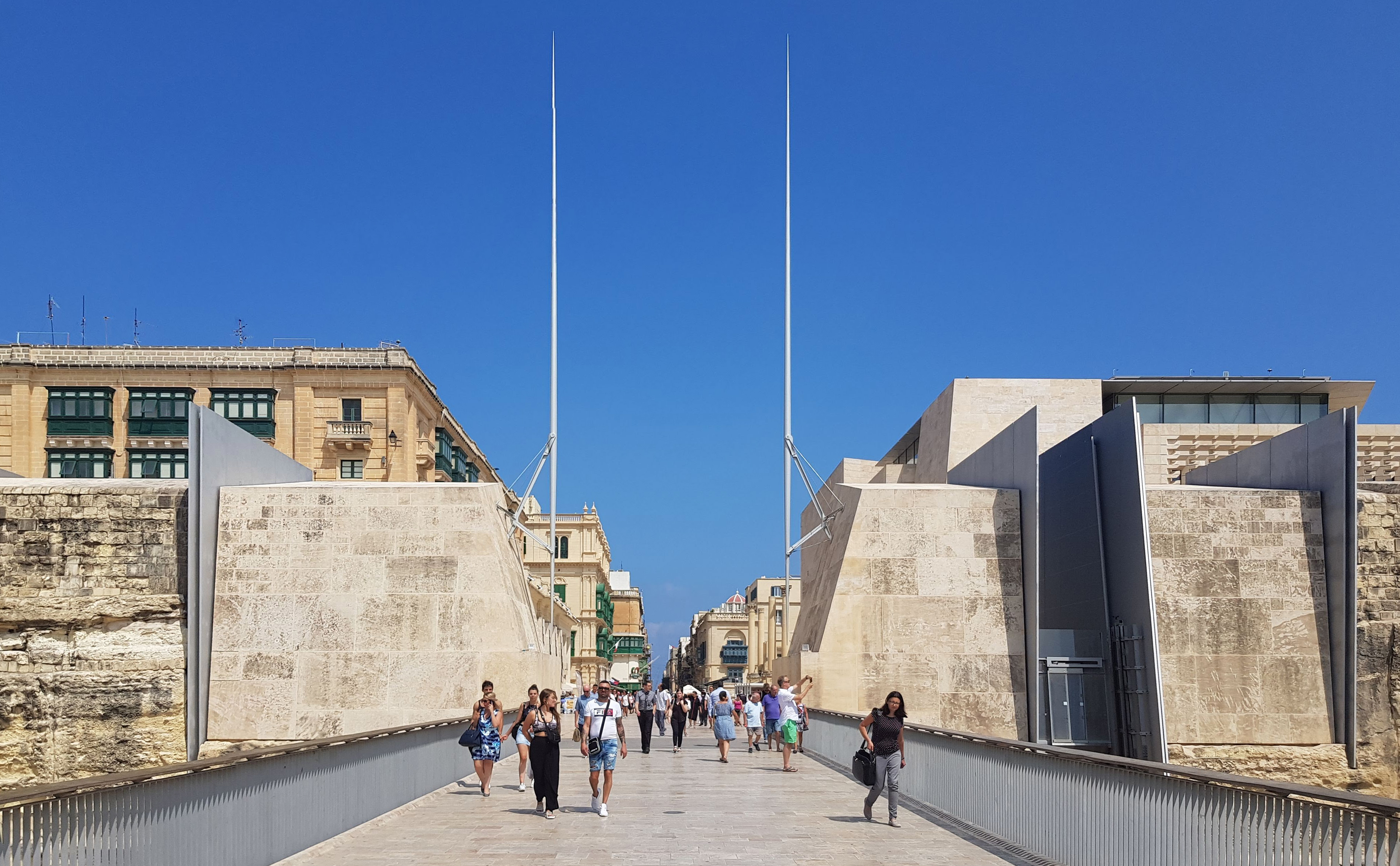
Міська брама

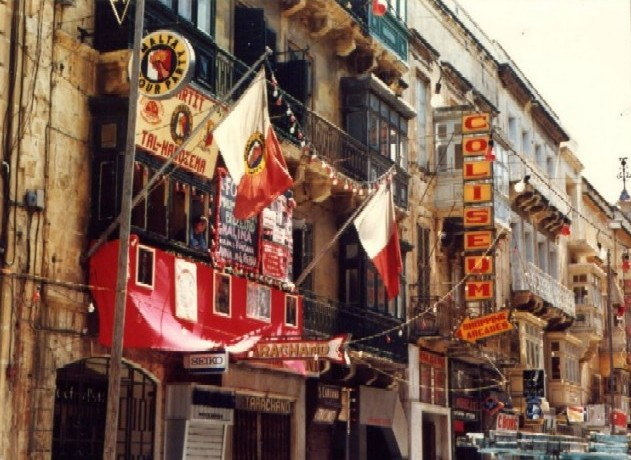
Центральна вулиця міста — вулиця Республіки.

Міська брама виходить на площу Свободи, де праворуч розташована Вежа Сент-Джеймс Кавальєр, за нею знаходиться лицарське подвір'я Оберж-де-Кастій, що є резиденцією прем'єр-міністра Мальти. Навпроти площі Свободи розташований Палаццо Феррерія — один з найкрасивіших палаців, споруджених у стилі італійської класики, у якому раніше розміщувалася збройова палата лицарів. Трохи далі можна побачити будівлю королівської опери.
Будівля Оберж де Прованс, побудована 1574 року під час англійської правління, була центром суспільного життя Мальти та називалося Юніон-клуб. Зараз тут розташовується Національний музей археології.
Вулиця Республіки перетинає декілька площ: Площу Великої облоги, площу Республіки та Палацову площу, де розташований Палац Великого Магістра, який будувався в період з 1570 по 1580 роки. Зараз у цьому будинку розміщується резиденція президента та парламенту Республіки Мальти. Частина залів палацу відкрита для відвідування туристами.
У Валлетті розташовується єдиний у всій країні університет, заснований 1769 року, який отримав світове визнання за якість викладання медичних наук. У Валлетті знаходиться Національна бібліотека Мальти. Також тут розташовані перший англіканський собор на острові — Собор Святого Павла, Церква святої Катерини Італійської (Валлетта), Церква Діви Марії Звитяжної. Інший собор Валлетти — Собор Святого Іоанна. Навпроти церкви святої Катерини знаходиться Італійський готель.
З інших визначних пам'яток варто відзначити Каса-Росса-Піккола, один з останніх не перебудованих палаців на Мальті, і Церкву єзуїтів, одну з найстаріших церков міста.

## Тут народились
- Антоніо Шембрі — мальтійський вчений-орнітолог
- Джо Борг — політик